# حمله پلنگ

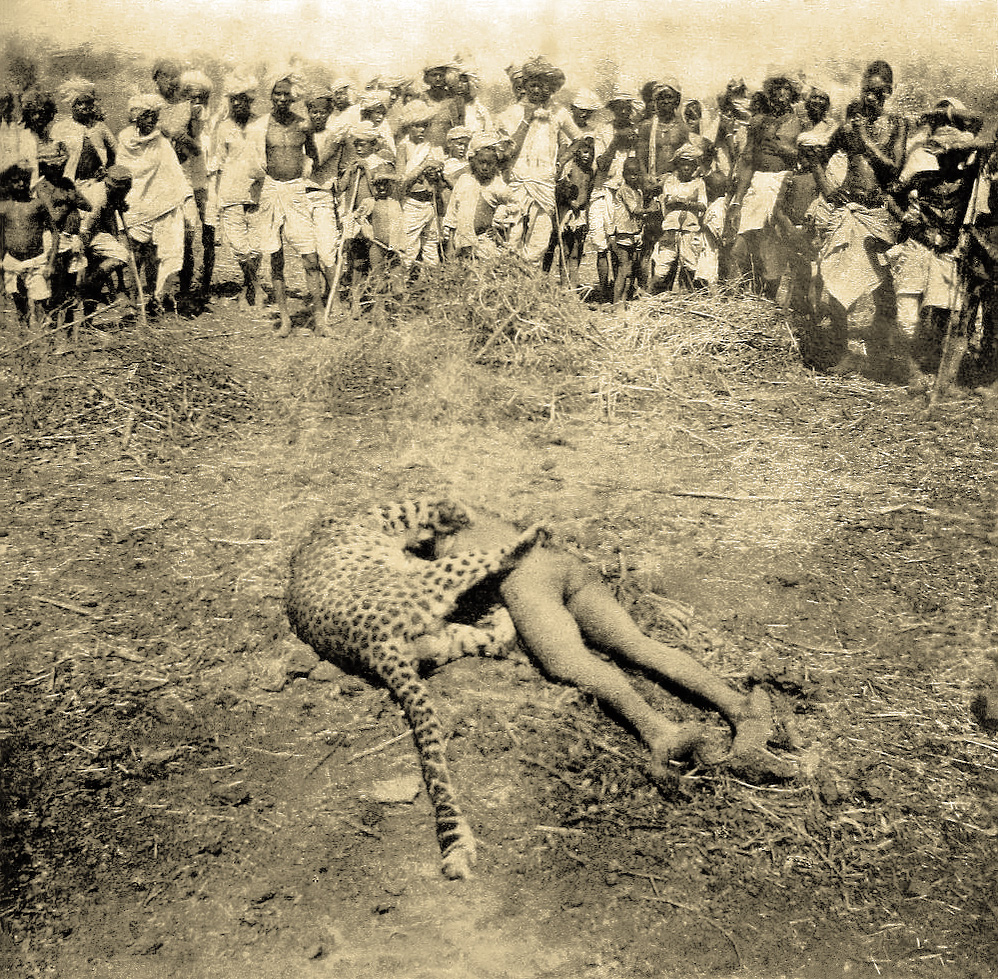
یک پلنگ آدم‌خوار پس از شلیک و کشته‌شدن توسط افسر بریتانیایی والتر کوندیت در ۲۱ آوریل ۱۹۰۱. این پلنگ حداقل ۲۰ قربانی در منطقه سئونی هند داشته‌است

حمله پلنگ (انگلیسی: Leopard attack) حملاتی است که از جانب پلنگ می‌تواند متوجه انسان‌ها یا دیگر جانداران باشد. وفور چنین حملاتی بر اساس منطقه جغرافیایی و دوره تاریخی متفاوت است. با وجود دامنهٔ پراکنش نسبتاً وسیع از آفریقای سیاه تا جنوب شرق آسیا، این حملات به شکل منظم و در بیشتر مواقع در هند و نپال گزارش می‌شود.